# Verbandsgemeinde Hochspeyer
Die Verbandsgemeinde Hochspeyer war eine Gebietskörperschaft im Landkreis Kaiserslautern in Rheinland-Pfalz. Der Verbandsgemeinde gehörten vier eigenständige Ortsgemeinden an, der Verwaltungssitz war in der namensgebenden Gemeinde Hochspeyer.
Die Verbandsgemeinde wurde zum 1. Juli 2014 aufgelöst, die Gemeinden wurden der Verbandsgemeinde Enkenbach-Alsenborn zugeordnet.

## Verbandsangehörige Gemeinden
| Ortsgemeinde                | Fläche (km²) | Einwohner |
| --------------------------- | ------------ | --------- |
| Fischbach                   | 15,04        | 780       |
| Frankenstein                | 13,82        | 968       |
| Hochspeyer                  | 22,72        | 4.560     |
| Waldleiningen               | 26,67        | 412       |
| Verbandsgemeinde Hochspeyer | 78,24        | 6.720     |

(Einwohner am 31. Dezember 2012)

## Bevölkerungsentwicklung
Die Entwicklung der Einwohnerzahl bezogen auf das Gebiet der Verbandsgemeinde Hochspeyer zum Zeitpunkt ihrer Auflösung; die Werte von 1871 bis 1987 beruhen auf Volkszählungen:
| Jahr | Einwohner |
| 1815 | 1.501     |
| 1835 | 2.604     |
| 1871 | 3.181     |
| 1905 | 4.457     |
| 1939 | 4.829     |
| 1950 | 5.519     |

| Jahr | Einwohner |
| 1961 | 6.376     |
| 1970 | 6.705     |
| 1987 | 6.286     |
| 1997 | 7.124     |
| 2005 | 7.034     |
| 2012 | 6.720     |

## Politik

### Verbandsgemeinderat
Der Verbandsgemeinderat Hochspeyer bestand aus 22 ehrenamtlichen Ratsmitgliedern, die zuletzt bei der Kommunalwahl am 7. Juni 2009 in einer personalisierten Verhältniswahl gewählt wurden, und dem hauptamtlichen Bürgermeister als Vorsitzendem. Bei der Wahl 2004 war eine Wählergruppe, bei der Wahl 2009 waren zwei Wählergruppen vertreten.
Die Sitzverteilung im Verbandsgemeinderat:
| Wahl | SPD | CDU | WGR | Gesamt   |
| ---- | --- | --- | --- | -------- |
| 2009 | 9   | 6   | 7   | 22 Sitze |
| 2004 | 8   | 6   | 8   | 22 Sitze |

### Bürgermeister
Walter Rung (CDU) erhielt bei seiner Wiederwahl am 17. September 2006 eine Mehrheit von 57 % der Stimmen.

### Wappen
Wappenbeschreibung: „In von Blau und Silber geteilten Schildbord in Silber eine erhöhte eingebogene blaue Spitze, darin ein silberner rotbewehrten Adler, darüber ein silbernes griechisches Kreuz, belegt mit einem roten H, oben rechts auf silbernem Dreiberg eine blaue, eintürmige Burg, rechts beseitet von 2 über 1 gestellten roten Rautensteinen, links ein blauer Wellenbalken, begleitet oben von zwei und unten einer roten Kugel, belegt mit einem rechtshingewendeten silbernen Fisch.“

### Partnerschaft
Die Verbandsgemeinde Hochspeyer hatte eine Partnerschaft mit der Gemeinde Pokój in Polen.

## Bürgerschaftliches Engagement
Auf Initiative des Bürgermeisters und der Verbandsgemeindeverwaltung wurde 2008 zur Förderung der Familien und des bürgerschaftlichen Engagements in Zusammenarbeit mit Bürgern, Bildungseinrichtungen und Vereinen ein Lokales Bündnis für Familie gegründet.